# Isla de San Pedro (San Pedro y Miquelón)
La isla de San Pedro (del francés: Île de Saint-Pierre) es una pequeña isla localizada en el  Atlántico Norte, cerca de la costa este de Canadá. Es parte de San Pedro y Miquelón y tiene una superficie de 25 km² y una población de 5.888 habitantes en 2011, con una densidad de población de 236 hab/km². En esta isla se localiza la ciudad y puerto de San Pedro. Su superficie comprende una comuna homónima.